# عمر سطم
عمر سطم عياد الشمري لاعب كرة قدم سعودي ، يلعب كمدافع في نادي القيصومة.

## مسيرة اللاعب
لعب في نادي الباطن ونادي القيصومة.